# Genta Takenaka
Genta Takenaka (japanisch 竹中 元汰 Takenaka Genta; * 25. Januar 2003 in der Präfektur Hyōgo) ist ein japanischer Fußballspieler.

## Karriere
Genta Takenaka erlernte das Fußballspielen in der Schulmannschaft der Yonago Kita High School sowie in der Universitätsmannschaft der Kansai University of Social Welfare. Seinen ersten Vertrag unterschrieb er am 1. Februar 2025 bei Kataller Toyama. Der Verein aus Toyama spielt in der zweiten Liga, der J2 League. Sein Zweitligadebüt gab Takenaka am 16. Februar 2025 (1. Spieltag) im Auswärtsspiel gegen den Ehime FC. Bei dem 1:0-Auswärtserfolg stand er in der Startelf und wurde in der 62. Minute gegen Shunta Sera ausgewechselt.